# Pârâul Argintului
Pârâul Argintului (germană Silberbach, maghiară Kisdisznód) sau Râul Cisnădie sau Râul Valea Argintului este un curs de apă, afluent al râului Cibin. Sectorul amonte de Cisnădioara este cunoscut și sub denumirea de Râușorul.

## Hărți
- Harta județului Sibiu